# Notació sangalense
La notació sangalense o de Sant Gal es un tipus d'escriptura musical que es va estendre per Suïssa, Alemanya, Bohèmia, Polònia, Hongria, el nord d' Itàlia i algunes zones d' Escandinàvia. Un dels màxims exponents d'aquest tipus de notació va ser l'abadia suïssa de Sant Gal. Com es pot observar al Cantotiorum de Sant Gal en l'any 920 en aquest monestir ja s'utilitzava una notació perfectament codificada.
El signes bàsics d'aquest tipus d'escriptura musical eren virga (/) i tractulus (_). Aquestes signes indicaven respectivament un ascens o un descens, sempre tenint en compte la nota anterior en el de l'ascens o la posterior en el descens. Com el sistema era massa ambigu alguns copistes varen afegir signes alfabètics per tal de fer-ho més precís: i (inferius: per sota), e (equaliter: igualment) i iv (inferius valde: molt per sota. Tots els demes signes que conformen aquest tipus de notació varen sorgir a partir de les combinacions dels anteriors. A partir d'aquest sistema es començà a plantejar també la indicació del ritme amb signes alfabètics com: t (tenere: mantenir), c (celeriter: ràpidament) i mc (mediocriter celeriter: moderadament ràpid).
El principal manuscrit de notació sangalesa (Einsiedeln 121, Gradual del s. X-XI) conté unes 5.000 lletres per a precisar la interpretació. Aquesta notació va continuar emprant-se fins al segle xiv, i va deixar d' utilitzar-se perquè els signes es varen encriptar fins a tal punt que no es podien reconèixer.